# آلن‌تاون (فلوریدا)
آلن‌تاون (به انگلیسی: Allentown) یک منطقهٔ مسکونی در ایالات متحده آمریکا است که در فلوریدا واقع شده‌است. آلن‌تاون ۸۹۴ نفر جمعیت دارد و ۶۳٫۰۹ متر بالاتر از سطح دریا قرار دارد.